# Оспиталет (футбольный клуб)

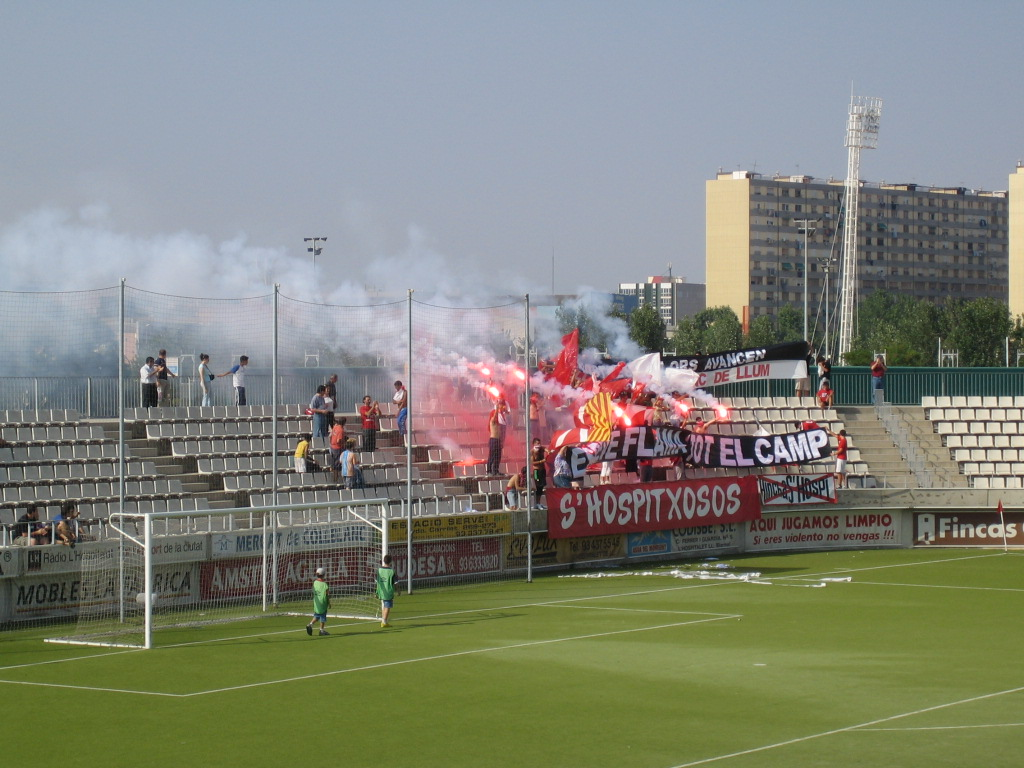
Стадион Фейха Льарга

«Оспиталет» (кат. Centre d´Esports L'Hospitalet) — испанский футбольный клуб из города Оспиталет-де-Льобрегат, в провинции Барселона в автономном сообществе Каталония. Клуб основан в 1957 году, домашние матчи проводит на стадионе «Фейха Льарга», вмещающем 6 740 зрителей. В Примере команда никогда не выступала, лучшим результатом является 11-е место в Сегунде в сезоне 1964/65.

## Сезоны по дивизионам
- Сегунда — 3 сезона
- Сегунда B — 29 сезонов
- Терсера — 17 сезонов
- Региональные лиги — 10 сезонов

## Достижения
- Сегунда B
  - Победитель: 2012/13
- Терсера
  - Победитель (4): 1959/60, 1981/82, 2004/05, 2009/10